# Мелфорт
Мелфорт — місто в провінції Саскачеван, Канада. Розташоване приблизно за 95 км (59 миль) на південний схід від міста Принс-Альберт, 172 км (107 миль) на північний схід від Саскатуна та за 280 км (170 миль) на північ від міста Реджайна.
У 1980 році Мелфорт став 12-м містом Саскачевану. Раніше Мелфорт називали «Містом північного сяйва» через частоту, з якою з’являється полярне сяйво. Однак у 2016 році Мелфорт став «Play Melfort» завдяки широким програмам та об'єктам відпочинку.
Місто межує з сільським муніципалітетом Стар-Сіті № 428 і сільським муніципалітетом Флеттс-Спрінгс № 429. Це також адміністративний штаб уряду крі Пітера Чепмена.
Громада стала селом 4 листопада 1903 року та зареєстрована як місто 1 липня 1907 року. Нарешті воно стало дванадцятим містом Саскачевану 2 вересня 1980 року.